# Шарл I дьо Бурбон
Шарл I дьо Бурбон (на френски: Charles I de Bourbon; * 1401; † 4 декември 1456, замък Мулен, Алие) е 5-и херцог на Бурбон (1434), граф на Клермон ан Бовези (1424), херцог на Оверн, граф на Форез и на Л’Ил Журден, господар на Божоле, Домб и Комбай. Бие се заедно с Жана д'Арк.

## Произход
Той е най-голям син на херцог Жан I дьо Бурбон (* 1381, † 1434), 4-ти херцог на Бурбон, и на Мария I дьо Бери (* 1375, † 1434), херцогиня на Оверн и графиня на Монпансие от 1416 г., дъщеря на Жан, херцог на Бери. Има една сестра и двама братя:
- Изабела (* 1402/1403, † 1412)
- Луи (* 1409, † 1412), граф на Форез
- Луи I Добрия (* сл. 1412, † 1486), граф на Монпансие от 1434 г.

Има и четирима полубратя и две полусестри от извънбрачни връзки на баща си.

## Биография
След като баща му е пленен в битката при Аженкур през 1415 г., херцогството попада под контрола на Регентски съвет.
На 15-годишна възраст Шарл поема управлението. През 1424 г. той става граф на Клермон ан Бовези. След като Арманяките губят власт през 1418 г., властта във Франция е в ръцете на херцога на Бургундия Жан Безстрашни. Карл също е принуден да му се подчини и през 1425 г. се жени за дъщеря му Агнес.
Подобно на баща си Шарл I се оказва способен военачалник. През 1420 г. той е назначен за генерал-лейтенант на Лангедок и Гиен, където се бие успешно срещу граф дьо Фуа. Като част от тази кампания участва в превземането на Ег Морт, Безиер и Сомиер. През 1424 г. е генерал-лейтенант на Оверн, Форез, Божоле и Лион.
През 1429 г. Шарл I командва армия, сформирана в Блоа, за да облекчи обсадата на Орлеан. Въпреки това той е победен и ранен в битката на херингите на 12 февруари 1429 г., когато се опитва да превземе хранителния вагон на англичаните, командван от сър Джон Фастолф. През същата година той е един от командирите в Лоарската компания, участва в битките при Жаржо (12 юни), Манг (15 юни), Божанси (16 юни), Пате (18 юни). През септември той участва в неуспешната обсада на Париж, по-късно в обсадите на Сен Пиер льо Мот (4 ноември) и Шарите сюр Лоар (24 ноември – 25 декември 1429 г.).
По време на коронацията на 17 юли 1429 г. на Шарл VII, графът на Клермон е един от шестте светски феодали, присъствали на нея. По време на церемонията той заменя херцога на Нормандия. В същата година Шарл VII го назначава за губернатор на Ил дьо Франс, Шампан и Бри.
През януари 1430 г. Шарл е разбит от английската армия под командването на сър Томас Кириел в битката при Клермон ан Бовези. Като противник на кралския министър Жорж дьо Ла Тремол Шарл през 1432 г. участва в заговора против него.
На 5 януари 1434 г. в английски плен баща му Жан I, а през юли същата година умира и неговата майка. Така Шарл окончателно наследява херцогствата Бурбон и Оверн. В същата година кралят назначава Шарл за Велик ковчежник на Франция.
През 1439 – 1440 г., Шарл заедно с херцог Жан II дьо Алансон и дофина Луи XI, използва нарастващото недоволство на младите дворяни от реформите на краля, възглавявайки въстание, известно като Прагерия. Въстанието е потушено, а Шарл губи своето положение при двора и няколко замъка и се усамотява в своите владения. Умира в своя замък Мулен от подагра през 1456 г.

## Брак и потомство
∞ 17 септември 1425 за Агнес Бургундска (* 1407, † 1476), дъщеря на Жан Безстрашни, херцог на Бургундия, от която има шестима сина и пет дъщери:
- Жан II дьо Бурбон (* 1426, † 1488), 6-и херцог дьо Бурбон (1456 – 1488); ∞ .1 23 декември 1447 г. в замъка на Плеси льо Тур за Жана дьо Валоа (* 1425, † 1482), дъщеря на краля на Франция Шарл VII, от която няма деца. ∞ 2. 28 август 1484 в Сен Клу за Екатерина д’Арманяк († 1487), дъщеря на Жак д’Арманяк, херцог дьо Немур, от която има един син 3. 12 април 1487 в Абатство „Сен Жоан“, Пуату за Жана дьо Бурбон (* 1465, † 1512), дъщеря на Жан II дьо Бурбон, граф на Вандом като Жан VIII, от която има един син.
- Филип дьо Бурбон (* ок. 1428, † сл. 1445), господар на Божьо
- Мария дьо Бурбон (* ок. 1428, † 1448), чрез брак херцогиня на Лотарингия и на Калабрия; ∞ 1444 за Жан II Анжуйски (* 1424, † 1470), херцог на Лотарингия, херцог на Калабрия
- Изабела дьо Бурбон (* 1437, † 1465), чрез брак херцогиня на Бургундия; ∞ 1454 за Шарл Дръзки (* 1433, † 1477), херцог на Бургундия
- Шарл II дьо Бурбон (* 1434, † 1488), архиепископ на Лион от 1444, кардинал от 1476, епископ на Клермон от 1476, херцог на Бурбон (1 – 15 април 1488 г.), не участва в официалната номерация.
- Луи дьо Бурбон (* 1436, † 1482), княз-епископ на Лиеж от 1456, основател на линията Бурбон-Бюсе, съществуваща по-нататък.
- Пиер II дьо Бурбон (* 1438, † 1503), господар на Божьо, 7-и херцог дьо Бурбон от 15 април 1488 г.
- Катерина (* ок. 1440, † 1469), чрез брак херцогиня на Гелдерн; ∞ 1463 за Адолф Егмонт (* 1438, † 1477), херцог на Гелдерн
- Жана дьо Бурбон († 1493), чрез брак принцеса на Оранж; ∞ 12 октомври 1467 за Жан IV дьо Шалон-Арле († 1502), принц на Оранж
- Жак дьо Бурбон (* ок. 1444, † 1468), рицар на Ордена на Златното руно
- Маргарита дьо Бурбон (* есен 1447, Мулен, † 24 април 1483, Понт д'Ен), чрез брак херцогиня на Савоя; ∞ 1472 за Филип II Безземни (* 1438, † 1497), херцог на Савоя.

- Портрети на семейството на херцога
- Агнес Бургундска
 (съпруга)
- Жан II
 (син)
- Изабела
(дъщеря)
- Шарл II
(син)
- Луи 
(син)
- Пиер II
 (син)

Има трима извънбрачни сина и четири извънбрачни дъщери:
- Луи дьо Бурбон-Русийон († 1487), узаконен през 1463 г., граф на Русийон от 1465 г., адмирал на Франция от 1466 г.
- Рено († 1483), епископ на Лаон от 1468 г., архиепископ на Нарбон от 1472 г.
- Пиер († пр. 1492), господар на Боа
- Жана; ∞ за Жан, господар на Фо
- Сидона, господарка на Тисон; ∞ 1461 за Рене, господар на Бус
- Шарлота († пр. 1489); ∞ 1488 за Одило дьо Серне
- Катерина († сл. 1491), узаконена през 1452 г., игуменка в Saint-Clair-d'Aiguepe.